# Дружество за залесяване „Средна гора“
Дружеството за залесяване „Средна гора“ е първата обществена организация в България по лесовъдство, основана на 16 септември 1907 г. в град Копривщица с цел да разшири започнатите от Нейко Азманов залесявания около града. Залегналите в приетият устав цели са: да се разпространяват между населението обич към горите и познания по лесовъдство. Да се организират екскурзии, горски излети, да провеждат вечеринки за разясняване ролята и значението на гората в живота на хората. Да се издават брошури с поучително съдържание за гората, нейното изкуствено развъждане, за естественото ѝ възобновяване и размножаване. Четвърто, създават библиотечен фонд с научнопопулярни книги по темата.

## Делото на Нейко Азманов
В далечните времена първите заселници сварили котловината на Тополница гориста. Започва опожаряване на вековни гори, за добиване на пасища и първобитно орачество, сеч за градеж на колиби. Така в началото на ХХ век местността около града е гола и пуста.
| „ | Околните върхове, макар и с имена на светии, бяха се озъбили от пороите и не само не се виждаше дърво по тях, но и трева не се зеленееше. Вельо Дебелянов. | “ |

Още през 1901 г. Нейко Азманов (1878 – 1974) търси помощта на училищния инспектор Достоевски, който през пролетта му изпраща 2 сандъка с около 2000 иглолистни фиданки от Боровец. Азманов веднага ги засажда върху площ близо до училището и ги огражда. Деца, родители и учители пазят дръвчетата. Фиданките отрасват в разсадника, а през 1904 г. под ръководството на Азманов се изваждат, пренасят и засаждат в местността Свети Никола и в местността Войводенец. Повечето от тях се прихващат и израстват. Първоначалната успеваемост на начинанието, като се има предвид липсата на собствен бюджет на дружеството е сравнително ниска – прихващат се между 30 и 40 процента от посадените фиданки. Друг, не малък отрицателен фактор се явява унищожаването на насажденията от месни животновъди, загрижени за намаляващите по размер пасища. Със подобен проблем са се сблъсквали и залесителите в Казанлък.
На Нейко Азманов се дължи голямото настъпление против пороите и пустошта около града. Откритият обществен разсадник край града е обявен за държавен през 1920 г. Азманов защитава създадените култури и останалите в недостъпните места хубави гори. Особено непримирим е към изсичането на най-хубавите букови гори под връх Богдан и в Гърми дол през 50-години. Доживял до дълбоки старини, Нейко Азманов умира на 23 октомври 1974 г.

## Основаване на дружеството
Окуражени от начинанието, учителите и обществеността на Копривщица решават да превърнат залесяването в общо дело на всички жители на града. На общо събрание на копривщенци през 1907 г. се учредява първото в България „Дружество за залесяване“ и се приема уставът му. За председател е избран директорът на класическата гимназия „Любен Каравелов“, уважаваният от всички учител по естествознание Иван Джартазанов. Той организира и ръководи не само учениците, но и всички жители на града, които масово се включват в акциите по залесяването в продължение на почти 20 години.
В ръководството на дружеството при учредяването му са избрани и копривщенците Гаврил Колев (опълченец), Толе Цаков (шивач), Любен Кукуринеков (шивач), Кръстю Табаков (кръчмар), Пенко Фингаров (мандраджия), Тодор Тороманов (замеделски стопанин), Георги Ломев (бакалин), и двама учители – Петко Сиреков и Ненчо Козинаров. В началото някои граждани се въздържат от участие в това дружество, даже и в провежданите залесителни работи, водени от подозренията, че се ограничават площите за пашата на добитъка им. Но с течение на времето и това малцинство се присъединява към общото дело. Първите залесявания през 1905 г. са когато теренът около вр. Свети Никола е залесен изцяло. Това е извършено направо върху най-старите копривщенскии гробища, чиито гробове още си личат.
Иван Джартазанов умира през 1942 г. Признателна Копривщица го погребва в местността Света Петка, която от всички страни е заобиколена от мощните стволове на боровете и смърчовете, залесени под негово ръководство преди десетилетия и опустошени от бурята през зимата на 2013 г.

## Общественият разсадник
Семето на идеята на Нейко Азманов е хвърлено в благодатна почва и началото е сложено. Но огромната работа предстои. Нужни са години, средства, производство на фиданки, техническо ръководство. Един от първите, който идва на помощ, е копривщенецът Рашко Маджаров, който полага големи усилия и за електрификацията и кооперативното водоснабдяване на града. Сред родолюбивите му дела е и помощта за залесяването, започнато от Н. Азманов и Ив. Джартазанов под девиза „Пет върха около Копривщица – борови гори“. Дарителската дейност на Рашко Брайков започва през 1908 г. с предоставянето ливадата му в местността Войводенец за създаване на нужния на Дружеството за залесяване горски разсадник.
Откритият обществен разсадник край града е обявен за държавен през 1920 г. и в него започват да се произвеждат всички необходими фиданки за залесяване. Маджаров оказва финансова помощ за провеждане на залесителните работи, насърчава музейното и курортното дело в Копривщица. Дарители на дейността на дружество „Средна гора“ са Женско благотворително дружество „Благовещение“, абаджийските еснафи в Копривщица и Цариград, настоятелствата при храмовете „Свети Николай“ и „Успение Богородично“, Община Копривщица, а като частни лица се представят още Иван Говедаров с издадена книга („Копривщица – в свръзка с духовното ни и политическо възраждане“) местни младежи и Панчо Радомиров.
Делото на Нейко Азманов и Иван Джартазанов е подето от хората в зелена униформа. Още от времето на първите залесявания лесничеите и горските надзиратели са тези, които осигуряват производството на фиданките и ръководят като технически лица качеството на работа, борят се с пожарите и регламентираната, и нерегламентирана сеч. Цяло едно поколение учители и ученици, учещи в Копривщица в рамките на бригадирското движение извършва залесителна дейност в течение на години. 
До началото на 1921 г., когато се въвждат ученическите трудови седмици, засаждането става само през пролетния праздник, който тук нито една година не се пропуска да се празднува, и през дните, когато, се работи. Неоценими са за делото на залесяването и подобрението на скотовъдството в Копривщица. Вместо часове по гимнастика в непълната гимназия се засаждат ежегодно около 10 000 борови и елови фиданки. Откогато се въвеждат ученическите пролетни и есенни трудови седмици през 1921 г., засаждането тръгва много бързо, защото се засаждат през някои години от учащиге се повече от 100 000 борчета. Този успех се дължи и на обстоятелството, че общинското управление от 1921 г. дава трудоваци, които копаят дупкиге, а учениците повечето се знимават със засаждане.
След приключването на големите залесявания около града лесничеите оформят и разширяват създаденото от Азманов и Джартазанов, за да го свържат с естествените горски масиви. Те разгъват огромна работа за залесяването на площите на изсечените зрели букови гори. Подменят болните насаждения с нови иглолистни и смесени гори. Очистват папратта и храстите по склоновете и на тяхно място създават нови иглолистни гори.

## Кривото дърво
Днес гордостта на залесителите е природният феномен „Кривата бука“ – бук на възраст от над 400 години, големината му е 25 м. височина и обиколка на стъблото от 4,2 м. – в него няма и една права вейка. Според легендата дървото е съществувало още в периода преди Възраждането.